# Vahlia capensis
Vahlia capensis är en tvåhjärtbladig växtart. Vahlia capensis ingår i släktet Vahlia och familjen Vahliaceae.

## Underarter
Arten delas in i följande underarter:
- V. c. capensis
- V. c. ellipticifolia
- V. c. macrantha
- V. c. vulgaris
- V. c. latifolia
- V. c. linearis
- V. c. longifolia
- V. c. verbasciflora